# Solenopsis silvestrii
Solenopsis silvestrii é uma espécie de formiga do gênero Solenopsis, pertencente à subfamília Myrmicinae.